# Rectorale rechtbank van Leuven
De rectorale rechtbank of het Hof van de Rector (Latijn: Curia rectoris) was een academisch rechtscollege in de Oude Universiteit Leuven dat van 1426 tot 1797 kennis nam van de rechtszaken tussen leden van de universitaire gemeenschap. Zij konden niet voor gewone rechtbanken terechtstaan. Dit privilegium fori gold zowel in civiele als in strafzaken, tenzij voor het opleggen van doodstraffen. Voor zaken tussen leden van de universiteit en buitenstaanders (extranei) was er een andere academische rechtbank, het Hof van de Conservator van de privileges.

## Geschiedenis
In de bul Sapientie immarcescibilis verbond paus Martinus V aan de stichting van de universiteit de ontbindende voorwaarde dat de hertog van Brabant, de stadsmagistraat van Leuven en het Sint-Pieterskapittel binnen het jaar hun rechtsmacht moesten overdragen aan de rector. De stad deed dat op 6 september, het kapittel op 5 oktober en de hertog schoorvoetend op 7 november 1426. Direct na het verstrijken van de jaartermijn gaf de rector – zoals onderhandeld – de bevoegdheid voor zware misdaden terug aan de hertog.
Hieruit groeide een academisch gerechtelijk systeem, waarin de rectorale rechtbank een belangrijke plaats innam. Hij beslechtte geschillen tussen al wie tot de universitaire corporatie behoorde, zijnde de suppositi of suppoosten: doctors, magisters, studenten en leden (membra), maar ook hun dienstpersoneel. Op strafrechtelijk vlak konden zij alleen worden berecht door de rectorale rechtbank, uitgezonderd voor zware misdrijven. Op civiel vlak was de rectorale rechtbank bevoegd wanneer de verweerder een suppoost was. Het definiëren van deze groep was dus cruciaal, maar werd bemoeilijkt door de fluïditeit ervan. Studenten studeerden af, proffen gingen elders aan de slag of verloren hun statuut door zich in te laten met commerciële activiteiten, telkens ook met repercussies voor dienstpersoneel en andere aanhorigen. Bij de visitatie van 1617 werden de regels scherper gesteld, maar het bleef een heikel punt. Vanaf 1635 werd een onderscheid gemaakt tussen volle suppoosten en kleyne gevrijden, die enkel van lokale belasting waren vrijgesteld. De matrikels (inschrijvingsregisters) waren in principe doorslaggevend. Bevoegdheidsconflicten werden doorgaans beslecht door de Raad van Brabant, of later meer en meer door de regering.

## Werking
De rectorale rechtbank bestond uit de rector en de juridische assessoren. De zittingen waren halfwekelijks. In civiele zaken was de rechtbank bevoegd wanneer de verweerder een suppoost was. Vanaf 1495 werd dit ingeperkt tot geschillen over personenrecht. In strafzaken fungeerde de promotor (hoofd van de universitaire politie) als aanklager. De straffen die konden worden opgelegd waren boetes en opsluiting (in de Verloren Kosttoren of in een klooster). Op 18 december 1501 verleende paus Alexander VI de Leuvense rector het recht kerkelijk straffen op te leggen, hoewel dit nauwelijks voorkwam. Ook een tijdelijke of definitieve schorsing behoorde tot het straffenarsenaal, wat de betrokkene blootstelde aan vervolging voor de gewone rechtbanken.
De procedure volgde het kerkelijke stramien. Tortuur tijdens het onderzoek was mogelijk, maar werd behalve in 1549 nooit toegepast. Tegen uitspraken van de rectorale rechtbank stond beroep open bij het Hof van de Vijf Rechters, waarin verkozen faculteitsafgevaardigden zetelden. Daarna kon men zich nog tot de paus wenden.
De strafmaat was doorgaans licht, hoewel de feiten ernstig konden zijn. Er stonden beklaagden terecht voor moord, verkrachting, diefstal, vandalisme, wapendracht... De doodstraf kon niet worden opgelegd. In theorie kon de zaak dan worden doorverwezen naar de gewone rechtbanken, maar dat gebeurde nooit. Voor de rectorale rechtbank is in 1556-1560 ook een ketterijproces gevoerd tegen de humanistische theoloog Fadrique Furió Ceriol. Het resulteerde in vrijspraak, al kwamen de kosten te zijnen laste.

## Voetnoten
1. ↑  Concessio privilegiorum ac cessio jurisdictionis ducae Brabantiae (Universiteitsarchief KU Leuven, Fonds Oude Universiteit, ms. 6)
2. ↑  Akte van 16 december 1426
3. ↑  M.D. Lanoye, "Suppôt ou bourgeois à Louvain: une frontière contestée" in: Revue du Nord, 2003, nr. 1, p. 190-191. DOI:10.3917/rdn.349.0183
4. ↑  Marc Nelissen, "Excommunicatie! Sensatie!" in: Ex abundantia cordis. Vriendenboek Mark Derez, eds. Kjell Corens, Jan De Maeyer en Marc Nelissen, 2019, p. 25
5. ↑  Gert Gielis, 'Cosas perniciosas y de mala doctrina'. El fallido proceso por herejía contra Fadrique Furió Ceriol en la Universidad de Lovaina (1556-1560) in: Reforma y disidencia religiosa. La recepción de las doctrinas reformadas en la península ibérica en el siglo XVI, eds. Michel Boeglin, Ignasi Fernández Terricabras en David Kahn, 2018, p. 111-125. ISBN 9788490961742